# Danelaw

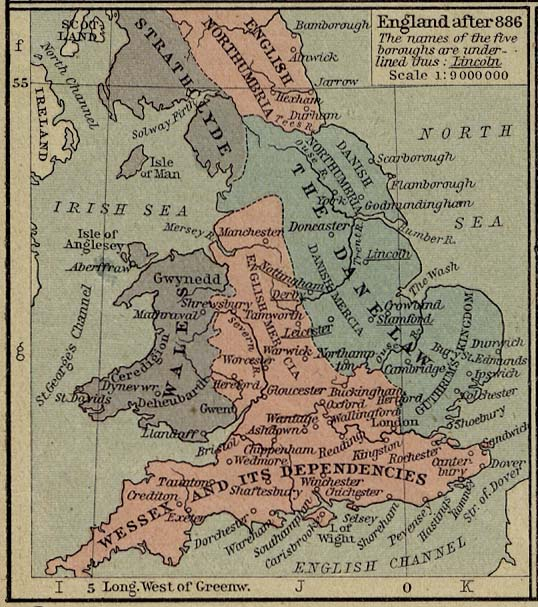
Danelaw pe harta Angliei în 886

Danelaw (cunoscut de asemenea ca Danelagh, adică Domeniul legislației daneze; în engleză veche Dane lagu, în daneză Danelangen) este numele unui teritoriu istoric, din nord-estul Angliei, care s-a distins prin sisteme juridice și sociale speciale, moștenite de la vikingii norvegieni și danezi, care au cucerit acest teritoriu în secolul al IX-lea. După restabilirea puterii regilor anglo-saxoni asupra Danelaw, la începutul secolului al X-lea, dreptul scandinav și tradițiile totuși s-au păstrat, însă mulți au trecut în general la limba engleză. Specificul sistemului juridic din nord-estul Angliei, a supraviețuit cuceririi normande și a continuat să existe de-a lungul Evului Mediu.

## Istorie
Atacurile vikingilor scandinavi asupra coastelor Marii Britanii au început la sfârșitul secolului al VIII-lea. Inițial era vorba de norvegieni, care în 793 au jefuit Lindisfarne, și în curând au fondat colonii în Irlanda, pe insulele Orkney și Shetland. În prima jumătate a secolului al IX-lea au început raidurile danezilor. Dezintegrarea statului danez, la mijlocul secolului al IX-lea a permis vikingilor să înceapă cucerirea sistematică a Angliei. Prima armată mare de danezi a debarcat pe coasta de est a Angliei, în 865, condusă fiind de Ivar Ragnarsson și Halfdan, fii ai legendarului konung danez Ragnar Lodbrok. După ce au făcut Anglia de est teren de bazare, în 866 vikingii au capturat York, iar apoi au învins armata Northumbriei și l-au pus pe scaunul acestui regat pe protejatul său. Supunînd întreaga Anglie de est, în 870 s-au mutat spre Wessex, așezînd tabăra în apropiere de Reading. Deși anglo-saxonii au reușit să câștige în bătălia de la Ashdown, aceasta nu a oprit înaintarea vikingilor și regele Alfred cel Mare a fost forțat să cumpere un armistițiu. În 873 danezii au capturat partea de est a Merciei, și l-au pus drept rege al acesteia pe Ceolwulf. Forțele militare ale vikingilor au fost în mod constant consolidate prin sosirea în Anglia a noilor echipaje scandinave.

### Stat centralizat
La începutul secolului al X-lea scandinavii au ocupat un teritoriu de la râul Tamisa la Tees, au trecut la un mod de viață sedentar și au creat propria organizație socială. Unitate politică între diferitele teritorii ale Danelaw nu exista, însă, în caz de război, ele se uneau împotriva anglo-saxonilor. O ofensivă sistematică asupra pământurilor daneze a fost începută de regele anglo-saxon Eduard cel Bătrân. Către anul 919, după mai mulți ani de campanii continui în Danelaw, puterea monarhilor anglo-saxoni a fost recunoscută în întreaga Anglie la sud de Humber. Devenit parte a Angliei, Danelaw nu și-a schimbat compoziția etnică, structura socială, nefiind introdus dreptul anglo-saxon. Danelaw a rămas practic o regiune autonomă. Cu toate acestea, în timp ce regii englezi își restaurau puterea, în centrul Angliei, Northumbria a fost invadată de către vikingii norvegieni din Irlanda, care au fondat propriul lor regat independent în York. În 937 armata anglo-saxonă a reușit să provoace o înfrângere zdrobitoare trupelor unite ale regilor scandinavi de York și Dublin în bătălia de la Brunanburh, cu toate acestea, deja în anul 939 regele scandinav de Dublin, Olaf I Guthfrithson iarăși a recăpătat York-ul, iar în anul viitor a invadat Anglia. În 944, noul rege de York, Olaf al II-lea Cuarán, a condus o nouă invazie norvegiană în Anglia, dar atacul a fost respins, iar locuitorii Danelaw au sprijinit regele anglo-saxon, ceea ce ea permis lui Edmund I încă o dată să restabilească ordinea regilor Angliei asupra York. În 947, vikingii iarăși au re-căpătat orașul. Lupta pentru York, a continuat cu succese diferite timp de mai multe decenii, până în 954, cînd Regatul York redevine parte a Angliei.

### Noi invazii

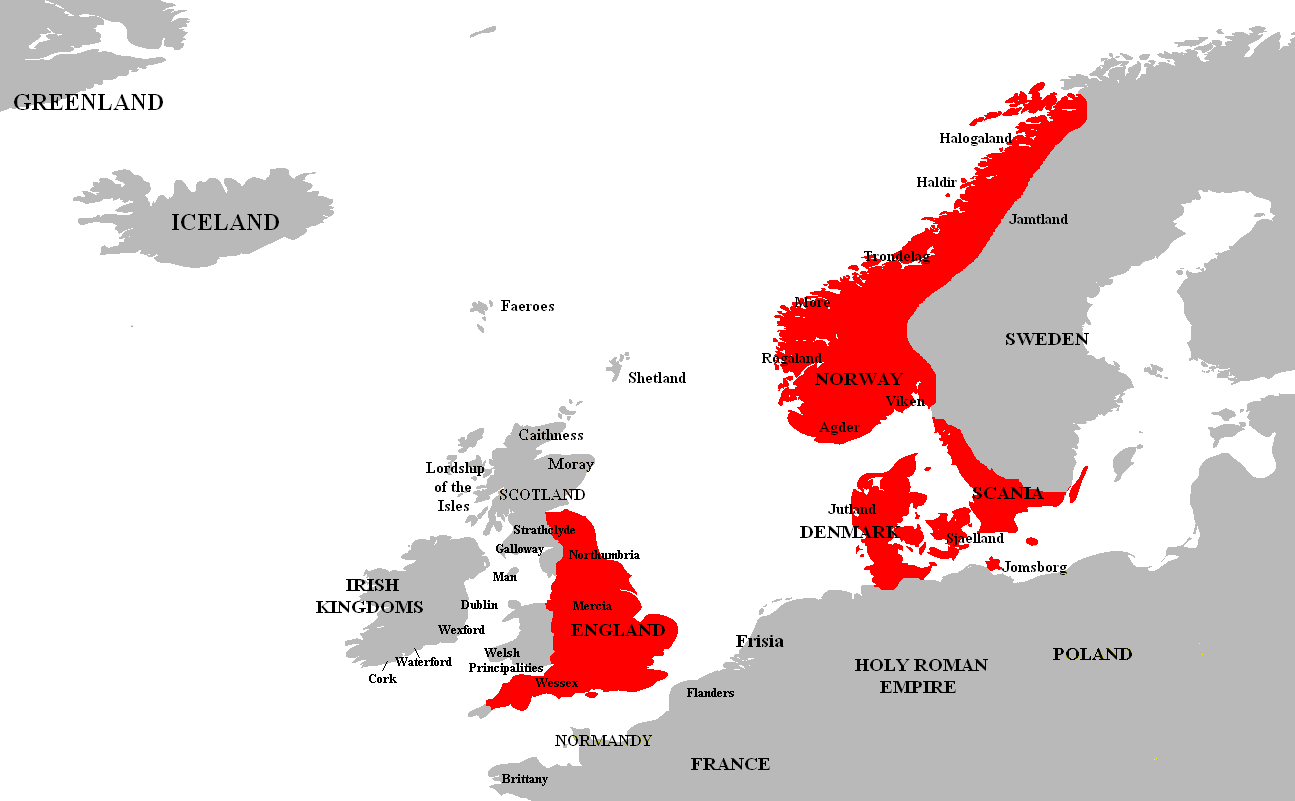
Teritoriile stăpînite de Knut cel Mare, inclusiv întreaga Anglie

Noi raiduri ale danezilor au început în anii 990. În 991 trupele daneze au jefuit Wessex-ul de vest, aceasta i-a forțat pe regii Angliei de a încapă colectarea "banilor danezi" - primul impozit cunoscut în istoria Marii Britanii. Atacurile au continuat. Ca răspuns la invazie regele anglo-saxon Ethelred II-lea în 1002, a provocat pogroame în masă împotriva danezilor care locuieau în Anglia. Însă asta nu i-a oprit pe vikingi, și pe durata anilor 1009-1012 o armată sub conducerea lui Torkel cel Lung a devastat regiunile din sudul țării. Apărare țării și moralul ei a fost subminat. Atunci când în 1013 conducerea armatei vikingilor a fost preluată regele Danemarcei, Sweyn Tveskæg, statul anglo-saxon nu a mai putut să reziste invaziei. Locuitorii din Danelaw și Thegnii au trecut de partea danezilor. Regele Ethelred și familia sa au fugit în Normandia. Deși, după moartea lui Sweyn în 1014, Ethelred pentru scurt timp a recăpătat puterea în Anglia, clerul de Wessex îl recunoaște pe Knud cel Mare drept rege. În ciuda rezistenței eroice a lui Edmund Braț-de-Fier trupele anglo-saxone au fost înfrânte iar țara a fost unificată sub domnia dinastiei daneze a lui Knut. În timpul domniei lui Knut elementul scandinav în statul englez a crescut considerabil, iar rolul de lider în țară a avut-o aristocrația daneză. La reuniunea națională de la Oxford, în 1018, la care au participat atât aristocrația scandinavă cît și cea anglo-saxonă, au fost stabilite condițiile de coexistența a celor două națiuni în cadrul unui stat. Danelaw în cele din urmă a devenit parte a Angliei.